# Стругання

Струга́ння — процес обробки матеріалів різанням зі зняттям стружки, здійснюється при відносному зворотно-поступальному русі інструмента (стругального різця, ножа й т.п.) або виробу.

## Стругання у деревообробці
При обробці деревини струганням використовуються ручні інструменти, наприклад, рубанки, фуганки, стамески, скобелі тощо, а також деревообробне обладнання (стругальний верстат, історично лава-кобилиця).

## Стругання у металообробці

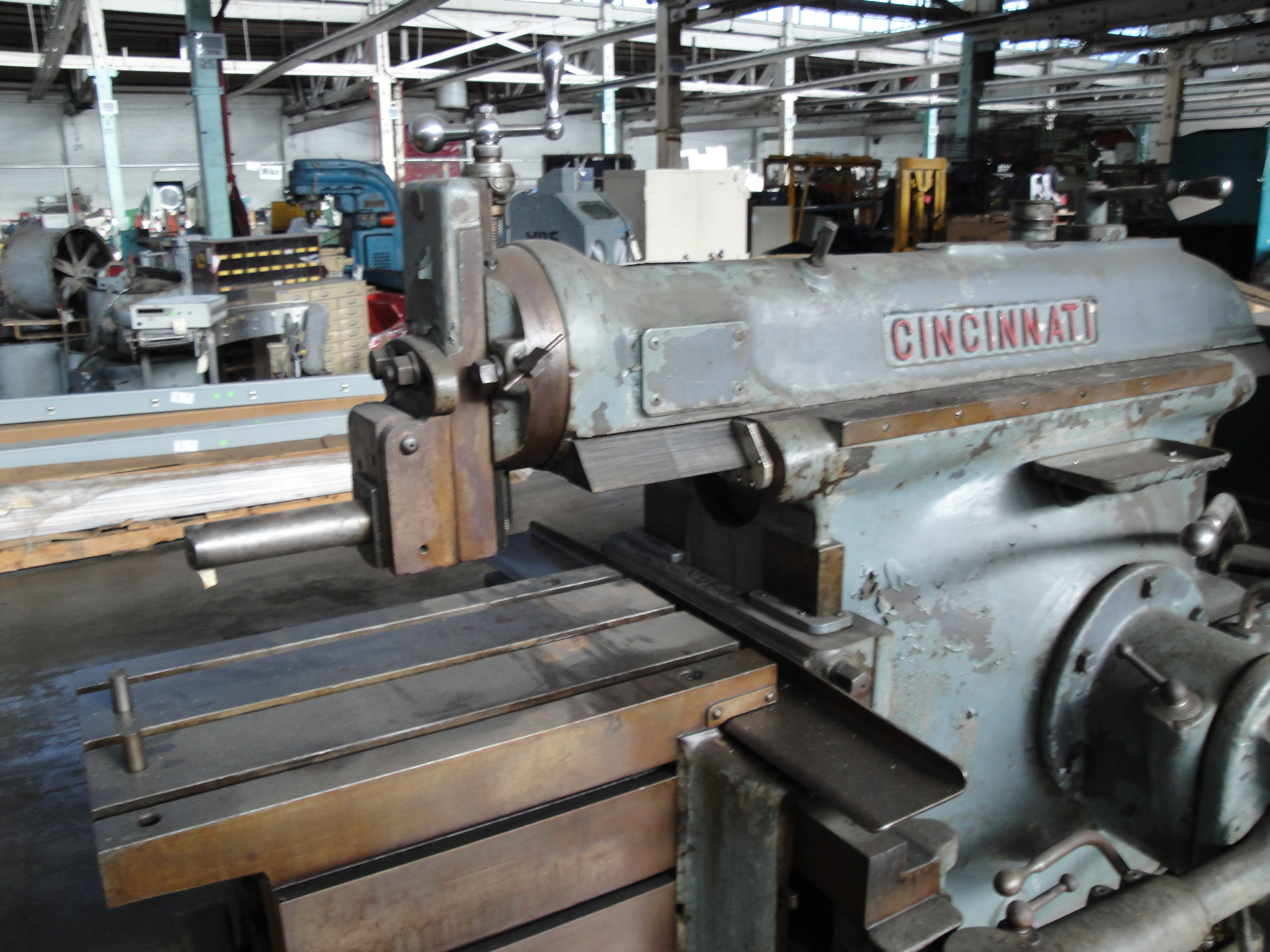
Поперечно-стругальний верстат

У металообробці для здійснення процесу стругання використовують стругальні металорізальні верстати зі стругальними різцями для горизонтальних, вертикальних і похилих поверхонь із прямолінійними твірними.
Стругання виконують на поздовжньо- та поперечно-стругальних верстатах. На поздовжньо-стругальних верстатах швидкість різання забезпечує рух стола із встановленою на ньому заготовкою, а на поперечно-стругальних — рух різця.
Стругання може забезпечити точність обробки до 8-9-го квалітетів при шорсткості поверхні за параметром Ra 2,5…0,63 мкм.
Основні вади стругання — удар різального інструмента на початку кожного робочого ходу, а також наявність холостого ходу, що знижує стійкість інструмента і продуктивність обробки. За своєю продуктивністю стругання поступається фрезеруванню.
Цей метод обробки використовуються у верстатобудуванні, у важкому машинобудуванні, при виготовленні великих, важких станин, корпусів, рам та інших деталей. Також ці способи використовуються у ремонтних, інструментальних цехах, а також в одиничному та дослідному виробництвах.